# Geissorhiza similis
Geissorhiza similis är en irisväxtart som beskrevs av Peter Goldblatt. Geissorhiza similis ingår i släktet Geissorhiza och familjen irisväxter. Inga underarter finns listade i Catalogue of Life.